# Verongida
Verongida é uma ordem de esponjas da classe Demospongiae.

## Famílias
- Aplysinellidae Bergquist, 1980
- Aplysinidae Carter, 1875
- Ianthellidae Hyatt, 1875
- Pseudoceratinidae Carter, 1885